# Corydalis onobrychis
Corydalis onobrychis är en vallmoväxtart som beskrevs av Friedrich Karl Georg Fedde. Corydalis onobrychis ingår i släktet nunneörter, och familjen vallmoväxter. Inga underarter finns listade i Catalogue of Life.